# Synagoga w Gniewie
Synagoga w Gniewie – założona w 1820 roku w budynku przy ulicy Wąskiej. W pomieszczeniu obok sali modlitw znajdowała się sala obrad zarządu gminy żydowskiej. Podczas II wojny światowej, w 1939 roku, hitlerowcy doszczętnie zniszczyli synagogę. Po wojnie budynku synagogi nie odbudowano.